# Нигоян, Сергей Гагикович
Серге́й Гаги́кович Нигоя́н (укр. Сергій Гагікович Нігоян, арм. Սերգեյ Նիգոյան; 2 августа 1993, Березноватовка — 22 января 2014, Киев) — один из участников Евромайдана. 22 января 2014 года был убит во время противостояния на улице Грушевского в Киеве. Герой Украины (2014, посмертно).

## Биография
Родился в селе Березноватовка Солонянского района Днепропетровской области в семье армян. Родители Сергея Нигояна переехали из пограничной с Азербайджаном деревни Навур. Семья считалась благополучной, Сергей в селе пользовался уважением.
В 2011 году поступил в Днепродзержинский колледж физического воспитания, откуда он был отчислен в 2013 году. Активно занимался каратэ, в 2012 году занял третье место на чемпионате Днепродзержинска по киокушин-кан каратэ. Увлекался радиотехникой.
Участник Евромайдана с 8 декабря 2013 года. Не поддерживал ни одного из партийных лидеров, а свой приезд объяснил так: «понял, что должен быть за Майдан». В одном из интервью Сергей также объяснял свой приезд на Майдан тем, что, «не смог спокойно наблюдать, как „Беркут“ побил тех студентов, таких же граждан, студентов, как и я», и заявлял, что собирается оставаться на Майдане «в первых рядах» и «до последнего». На Майдане был охранником, жил в палатках вместе с протестующими из Львовской и Ивано-Франковской областей, а также в Доме профсоюзов.
В декабре с Сергеем записали видео на фоне баррикад, где он читает поэму «Кавказ» Тараса Шевченко.

## Гибель
Погиб 22 января 2014 года от ранения свинцовой картечью во время событий возле стадиона «Динамо» на улице Грушевского в Киеве. Смерть была зафиксирована около 6:30.
Похоронен в родном селе Березноватовка. На похоронах присутствовали односельчане, представители армянской общины, священнослужители как армянской, так и украинской церкви. Панихиду отслужил глава Украинской епархии Армянской апостольской церкви, архиепископ Григорис Буниатян.

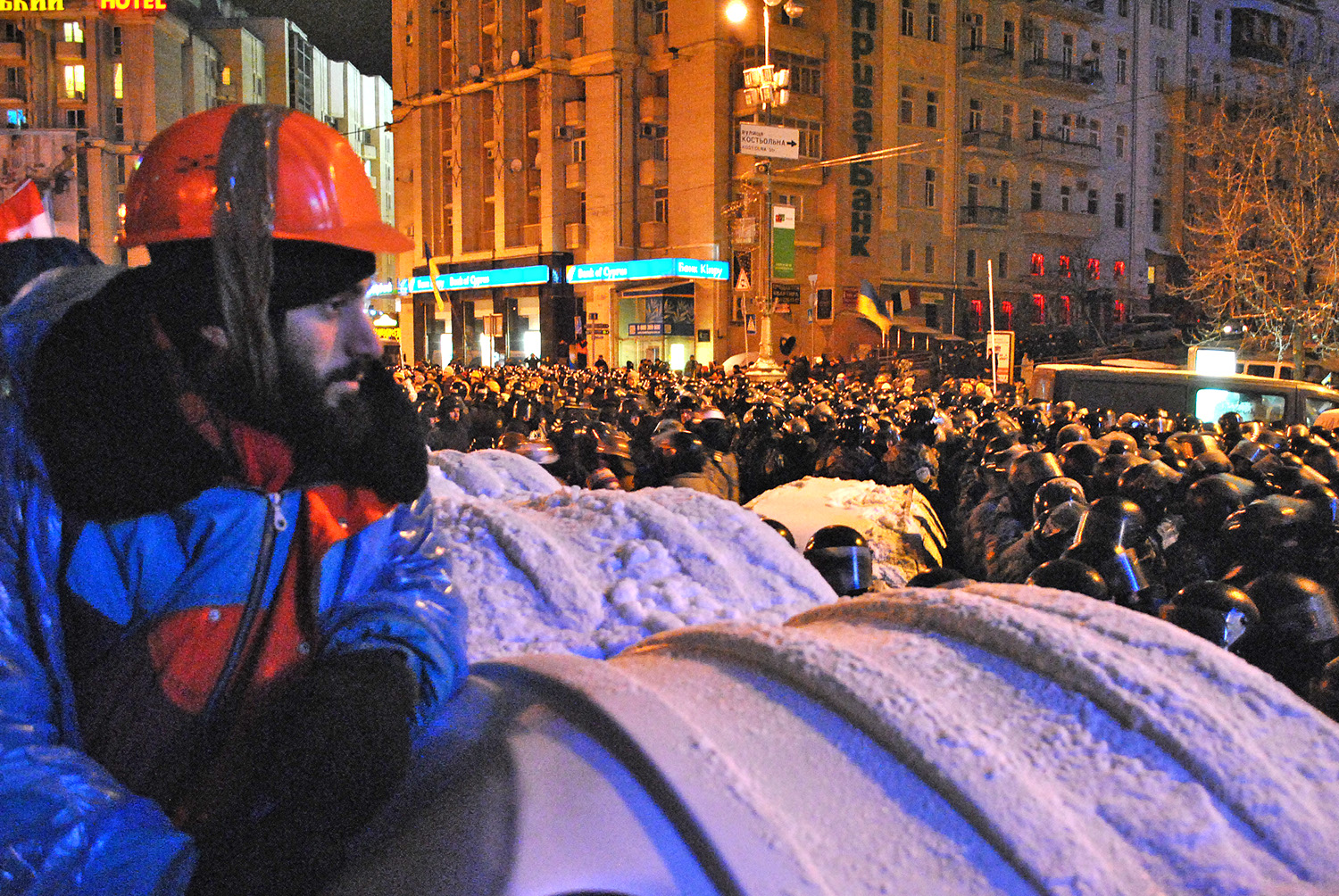
На баррикаде на улице Михайловской возле Дома профсоюзов в ночь на штурм Майдана 11 декабря 2013 года

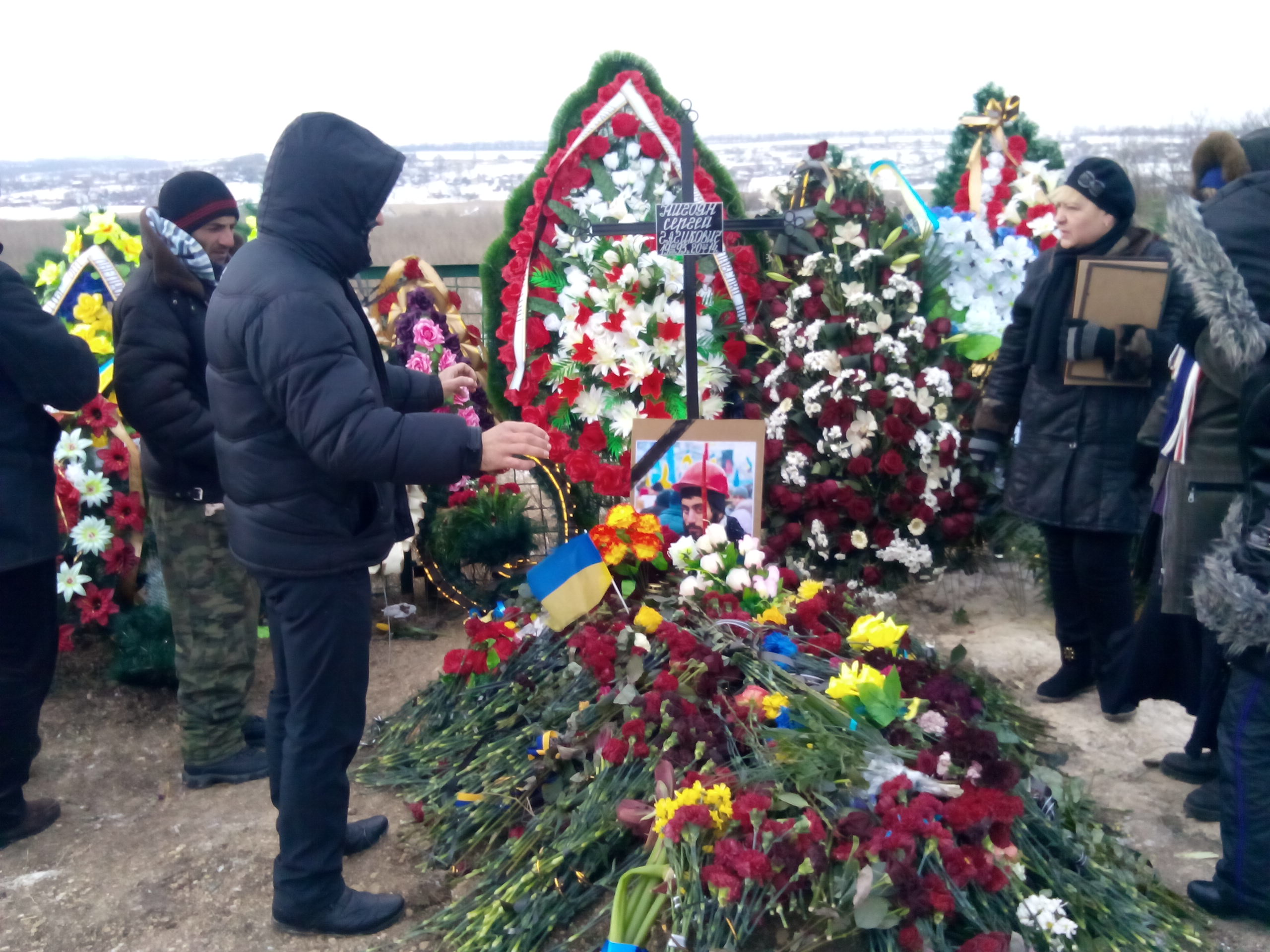
Могила Сергея Нигояна в Березноватовке

## Расследование убийства
По факту умышленного убийства Сергея Нигояна было открыто уголовное производство. 23 января 2014 года МВД Украины обнародовало результаты экспертизы, согласно которым Нигояна убили картечью из охотничьего ружья — двумя выстрелами в грудь и одним в голову. Первый заместитель начальника Главного следственного управления МВД Украины Виталий Сакал заявил, что такие боеприпасы на вооружении подразделений ведомства не состоят, в связи с чем рассматривается версия о совершении убийств с целью спровоцировать эскалацию конфликта. По словам бывшего первого заместителя генерального прокурора Украины Николая Голомши в Нигояна стреляли со стороны кордонов «Беркута» на улице Грушевского; оружием был гладкоствольный милицейский пистолет «Форт», заряженный боевым патроном. По другим данным, орудием убийства являлся помповый дробовик «Форт-500». Согласно расследованию, проведённому журналистом Аркадием Бабченко, картечь 12 калибра для этого ружья закупалась МВД за несколько лет до этого и соответствует нормам положенности. Спустя год после трагедии генпрокурор Украины Виталий Ярема заявил, что активисты Майдана Нигоян, Жизневский и Сеник были убиты из гладкоствольного оружия, снаряжённого охотничьими патронами. 18 ноября 2015 года начальник управления специальных расследований ГПУ Сергей Горбатюк заявил, что убийцы Нигояна, Жизневского и Сеника в настоящий момент не установлены. Убийство Нигояна было совершено с близкого расстояния картечью из охотничьего патрона. При этом правоохранители находились на расстоянии около 30 метров от места убийства. Последующая экспертиза по словам Горбатюка установила, что выстрелы были произведены с расстояния более 20 метров. В круг подозреваемых попали уже и работники правоохранительных органов. Установлены подразделения, которые там были. Вопрос идет к сужению круга подозреваемых. Горбатюк также заявил, что Жизневский и Сеник были убиты пулями, которые использует только МВД для принудительной остановки транспортных средств, таких пуль нет в свободной продаже.

## Награды
- Звание «Герой Украины» с награждением орденом «Золотая Звезда» (21 ноября 2014 года, посмертно) — за гражданское мужество, патриотизм, героическое отстаивание конституционных принципов демократии, прав и свобод человека, самоотверженное служение Украинскому народу, проявленные во время Революции достоинства[26]
- Медаль «За жертвенность и любовь к Украине» (УПЦ КП, июнь 2015 г.) (посмертно)[27]

## Память
- В рамках всеукраинской акции памяти погибших героев Небесной сотни в селе Березноватовке открыли памятную доску на стене школы, где учился Сергей Нигоян. Также в его честь назвали центральную аллею. В июле 2014 года в Березноватовке установлен памятник Сергею[28][29].
- 28 января 2015 года сессия Днепропетровского городского совета приняла решение о переименовании проспекта им. Калинина в проспект им. Сергея Нигояна[30].
- 21 февраля 2022 года в Днепре почтили память героев, погибших во время Революции достоинства, на котором голосом Сергея Нигояна был озвучен отрывок из поэмы Тараса Шевченко «Кавказ».

## Галерея

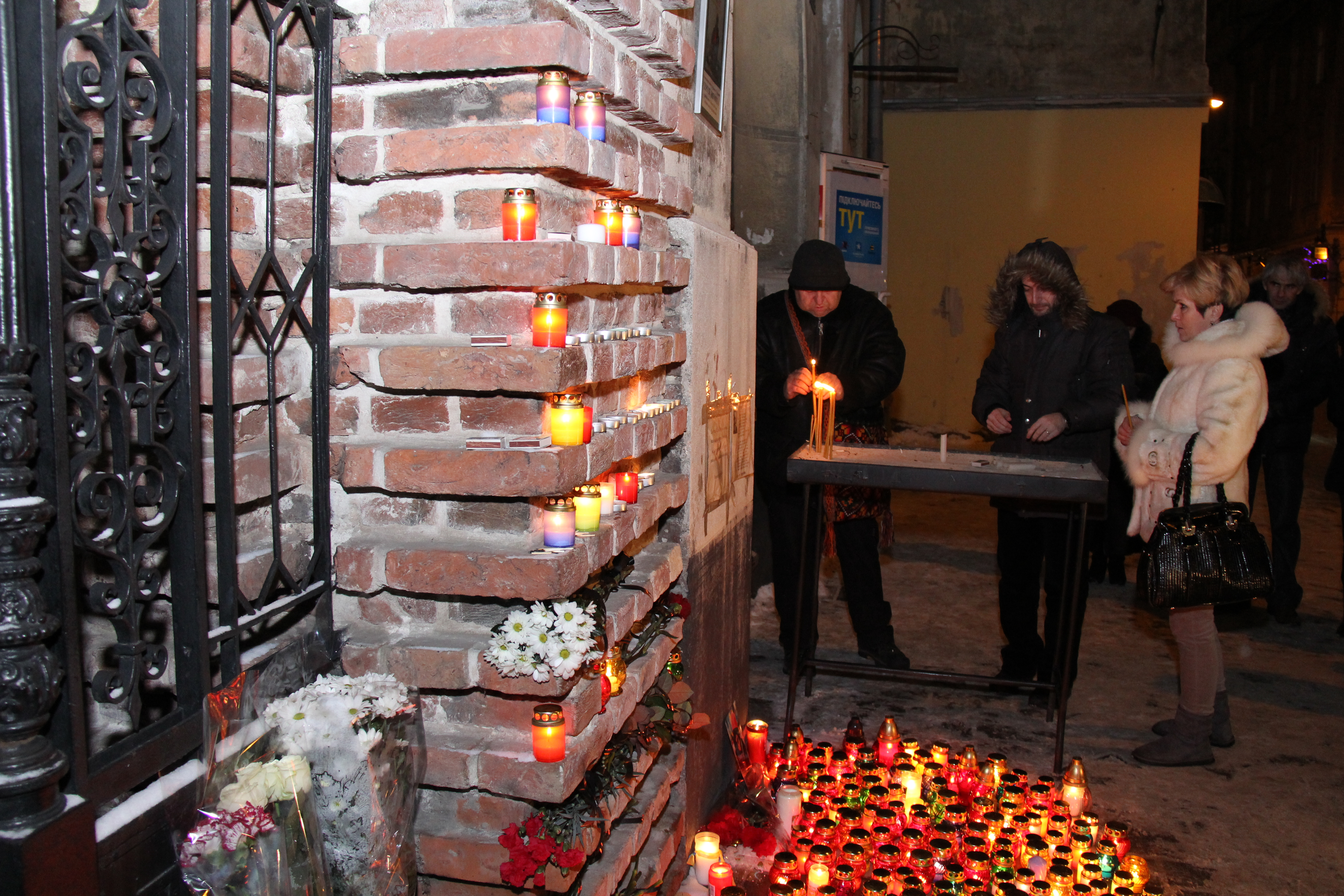
Траур по Сергею Нигояну у стен Армянского кафедрального собора во Львове
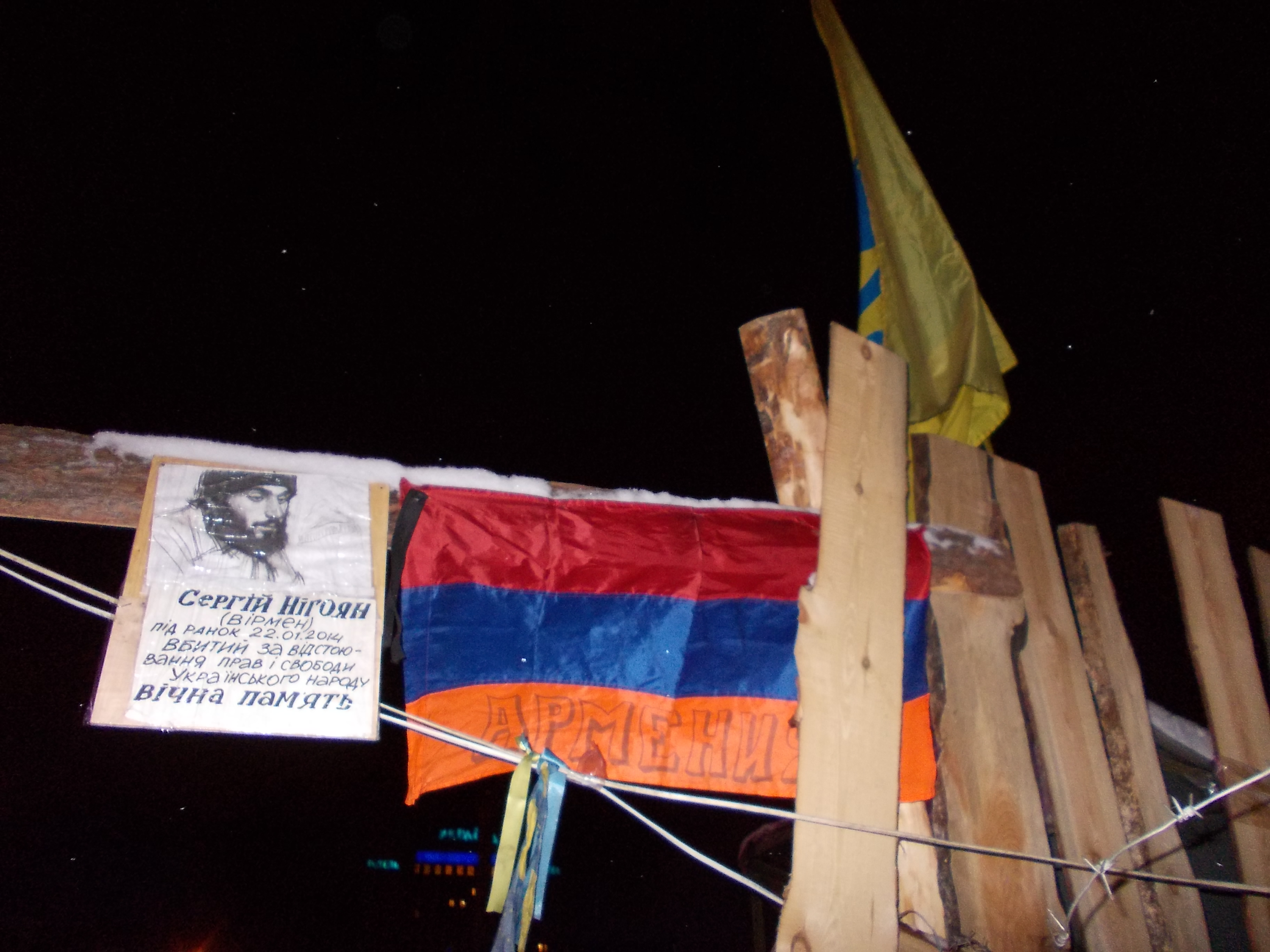
Решетка 32-й баррикады. Портрет Сергея Нигояна с флагами Армении и Украины
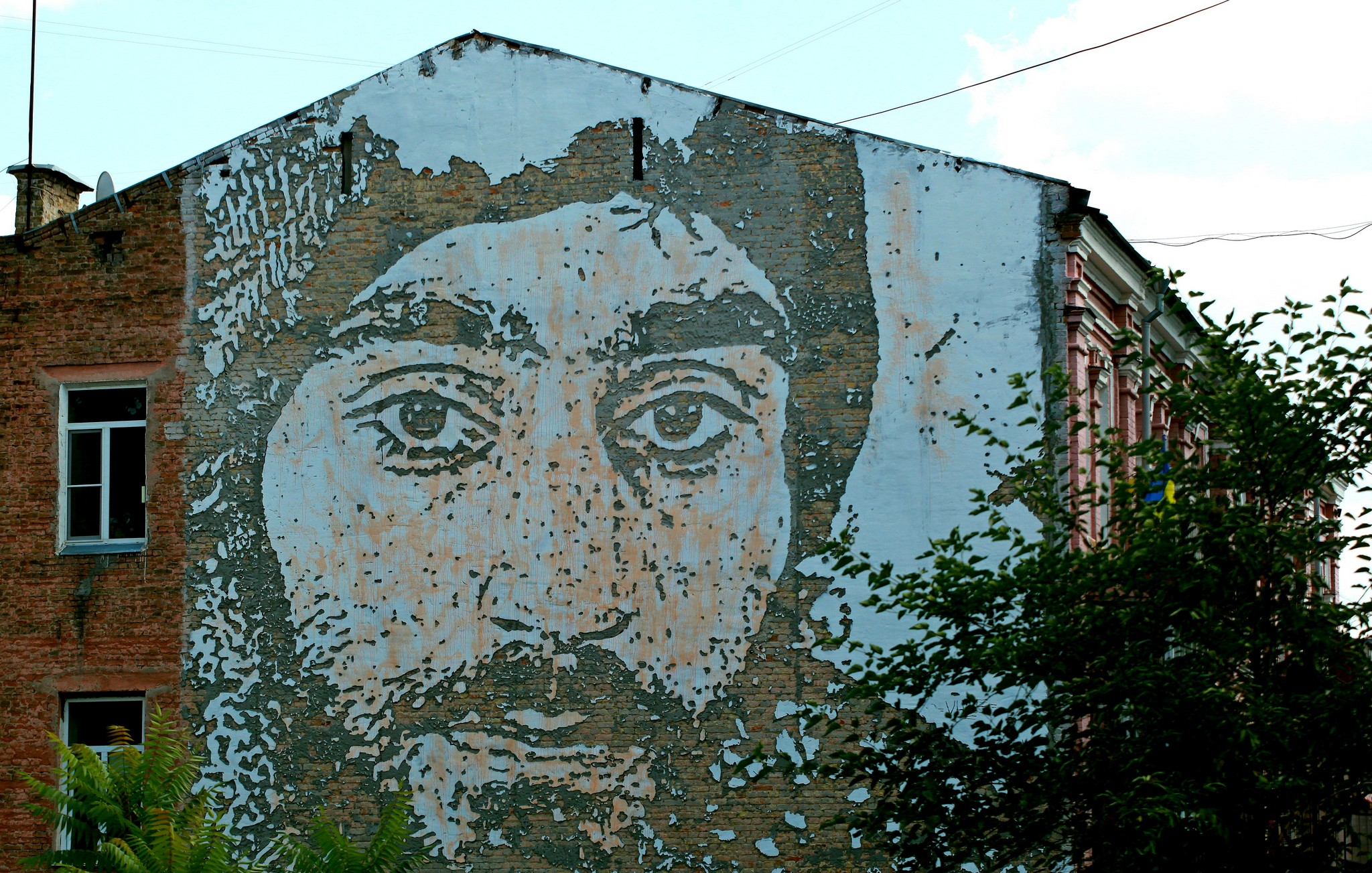
Граффити стрит-арт артиста Vhils в сквере Небесной сотни
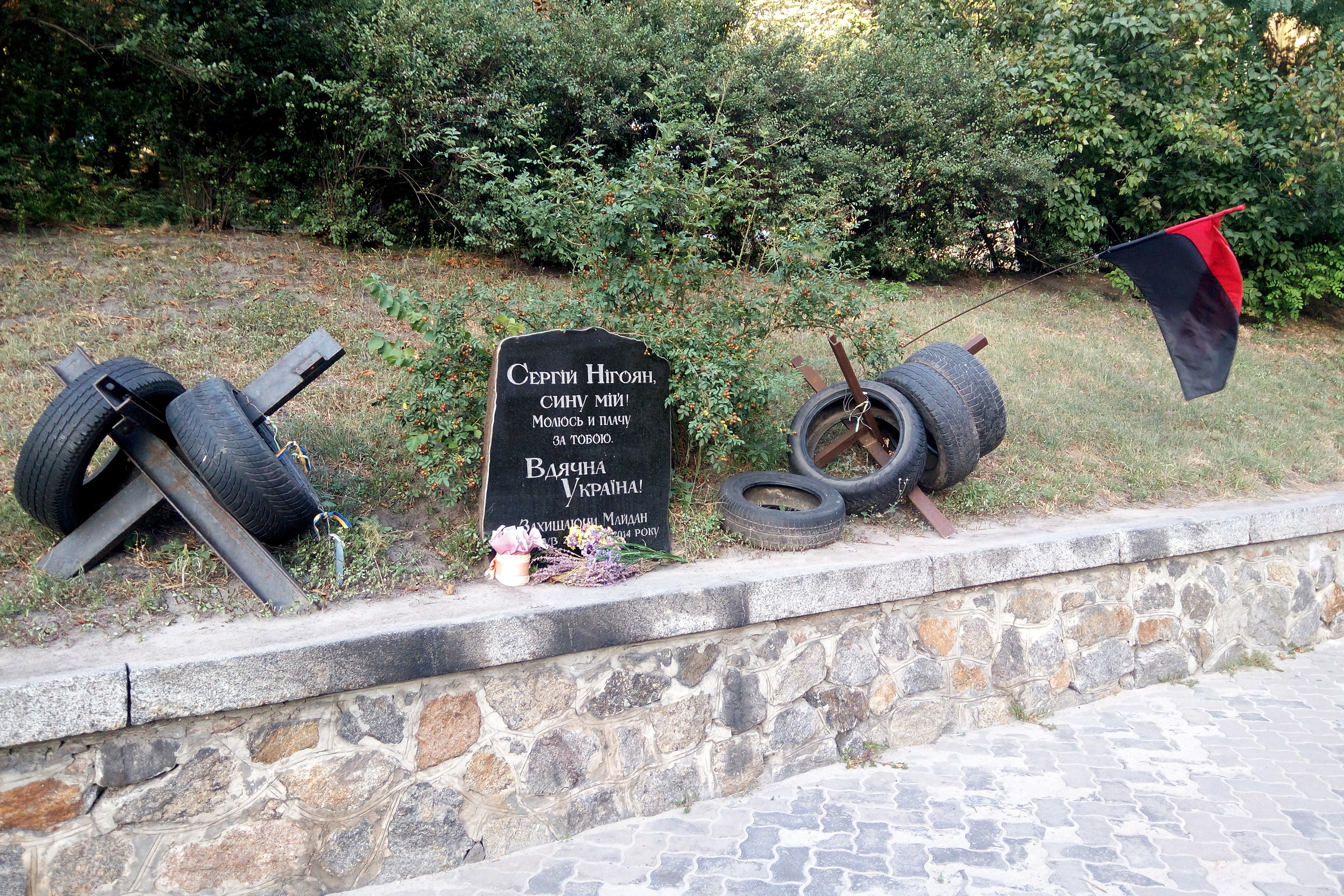
Мемориал Сергею Нигояну на улице Грушевского в Киеве